# فناوری پوشیدنی
فناوری پوشیدنی یا تکنولوژی پوشیدنی (به انگلیسی: Wearable Technology)، یک دستگاه الکتریکی هوشمند (وسیله‌ای الکترونیکی مجهز به میکرو کنترولر) است که نزدیک یا روی سطح پوست قرار می‌گیرد. این دستگاه توانایی شناسایی و جمع‌آوری، تجزیه و تحلیل و انتقال اطلاعات را دارد. به‌طور مثال اطلاعاتی در مورد علائم حیاتی بدن موجود زنده یا هر نوع اطلاعات محیطی دیگر که می‌توانند بلافاصله در اختیار کاربر قرار گیرند.
دستگاه‌های پوشیدنی مثل ابزارک‌های ورزشی و سلامت، نمونه‌ای از اینترنت اشیاء هستند که می‌توانند با استفاده از حسگرها، نرم‌افزار و برقراری ارتباط از طریق اینترنت بدون دخالت انسان به تبادل اطلاعات با اپراتور، کاربر و دیگر دستگاه‌ها بپردازند. بعضی از آنها به سیستم عامل‌های معروفی مثل اندروید و آی او اس مجهزند و بعضی نیز سیستم عامل مربوط به خود را دارند.
فناوری پوشیدنی دارای انواع و گونه‌های مختلفی است که با پیشرفت هر روزه فناوری گسترش پیدا می‌کنند و در حوزه عمومی، ساعت‌های هوشمند و گجت‌های سلامت و ورزشی طرفداران زیادی دارند. جدا از کاربردهای تجاری، فناوری پوشیدنی در سیستم‌های ناوبری، منسوجات پیشرفته و خدمات و مراقبت‌های بهداشتی نیز حضور دارد و روز به روز فراگیرتر می‌شود.

## تاریخچه
ساعت مچی که تنها کاربردش اطلاع از زمان بود را می‌توان جد بزرگ فناوری‌های پوشیدنی که امروزه می‌بینیم به حساب آورد. در سال ۱۵۰۰ میلادی مخترع آلمانی پیتر هنلین (Peter Henlein) ساعت‌های کوچکی ساخت که می‌شد به عنوان گردنبند پوشید. یک قرن بعد، مردها شروع به قرار دادن ساعت‌های خود در جیب جلیقه‌هایشان کردند و به‌سرعت متداول و به مد روز تبدیل شد و به این ترتیب ساعت‌های جیبی ساخته شدند. ساعت مچی در اواخر دهه ۱۶۰۰ استفاده می‌شد، اما بیشتر توسط بانوان و بعنوان دستبند به کار می‌رفت. با گذشت زمان، ساعت‌ها کوچکتر و دقیق‌تر شدند.

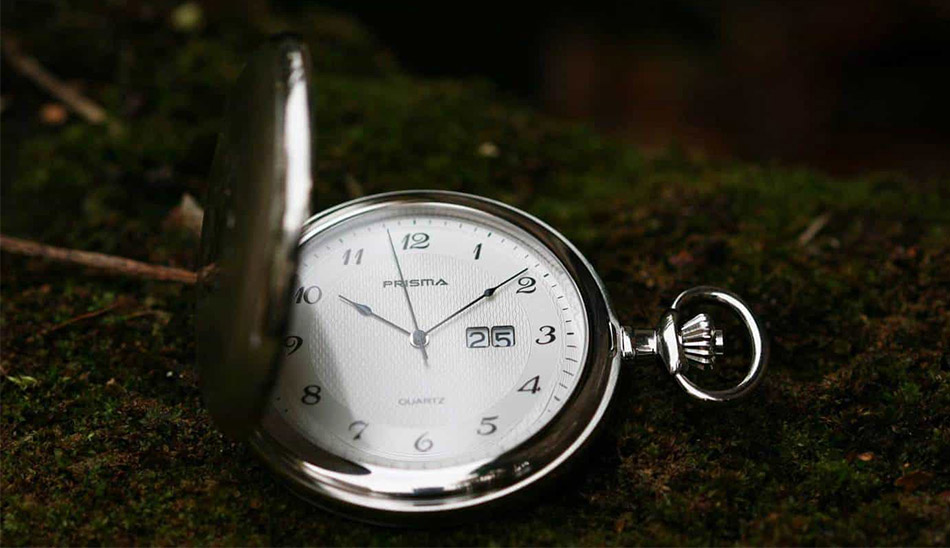
یک نمونه ساعت جیبی

در سال ۱۹۰۴ یک خلبان و مخترع برزیلی به‌نام آلبرتو سانتوس دومون (Alberto Santos-Dumont) در استفاده از ساعت مچی پیشگام شد. دومون ساعتی طراحی کرد که روی مچ دست بسته می‌شد و در هنگام خلبانی می‌توانست به‌راحتی و بدون دردسر ساعت را بخواند. تجربه دومون ثابت کرد که مچ دست مکان مناسبی برای قرار گرفتن یک ساعت است.
مردم شروع به استفاده از ساعت مچی در هر مناسبت کردند؛ از ابزاری که به آنها کمک می‌کرد تا در بازی‌های قمار برنده شوند، حلقه‌هایی که توسط تاجران به عنوان وسیله محاسباتی به‌کار می‌رود، هدست‌های الکترونیکی که در سینماها استفاده می‌شوند یا دوربینی که به یک پرنده وصل می‌شود تا عکس‌های هوایی بگیرید.
فناوری‌های پوشیدنی در زندگی روزمره فراگیر شده‌اند و پیشگامان توسعه این فناوری سعی در تقویت و گسترش کارایی آن دارند. هر روز بر تعداد پوشیدنی‌هایی که به‌عنوان لوازم جانبی تخصصی برای حوزه‌های مختلف ساخته می‌شوند افزوده می‌شود، به‌طور مثال: ثبت و بررسی فعالیت‌های معمولی با استفاده از ابزارک‌های شخصی کوچک و قابل حمل، مثل مسافت طی شده، تعداد قدم‌ها و ضربان قلب و …
یکی دیگر از نمونه‌های اولیه فناوری پوشیدنی که پیش از دوران مدرن کنونی به‌طور گسترده استفاده می‌شد، ساعت ماشین حساب بود که در دهه ۱۹۸۰ میلادی عرضه شد. یک فناوری پوشیدنی قدیمی‌تر سمعک بود.
در ایران و در حوزه فناوری‌های پوشیدنی "جشنواره لباس آینده و فناوری در پوشیدنی‌ها" در سال ۱۴۰۰ برای اولین بار برگزار شد.

## نمونه‌های اولیه
در بین سال‌های ۱۹۹۵ تا ۱۹۹۷، در آزمایشگاه رسانه دانشگاه MIT تحقیقاتی در زمینه جمع‌آوری، ذخیره و بررسی داده‌های فیزیولوژیکی با استفاده از پوشیدنی‌ها انجام و محصولاتی طراحی و ساخته شد. این کفش‌ها، جواهرات و لوازم جانبی پوشاک، اطلاعات مختلف مربوط به وضعیت افراد را از طریق حسگرها، دوربین‌ها و سایر دستگاه‌هایشان جمع‌آوری می‌کردند.
در سال ۲۰۰۹، تیمی از کمپانی سونی اریکسون برای شرکت در مسابقات طراحی پوشاک دیجیتال، با کالج مد لندن همکاری کرد و یک لباس مهمانی با فناوری بلوتوث طراحی کردند که هنگام دریافت تماس روشن می‌شد. این لباس در آن مسابقات برنده جایزه اصلی شد.

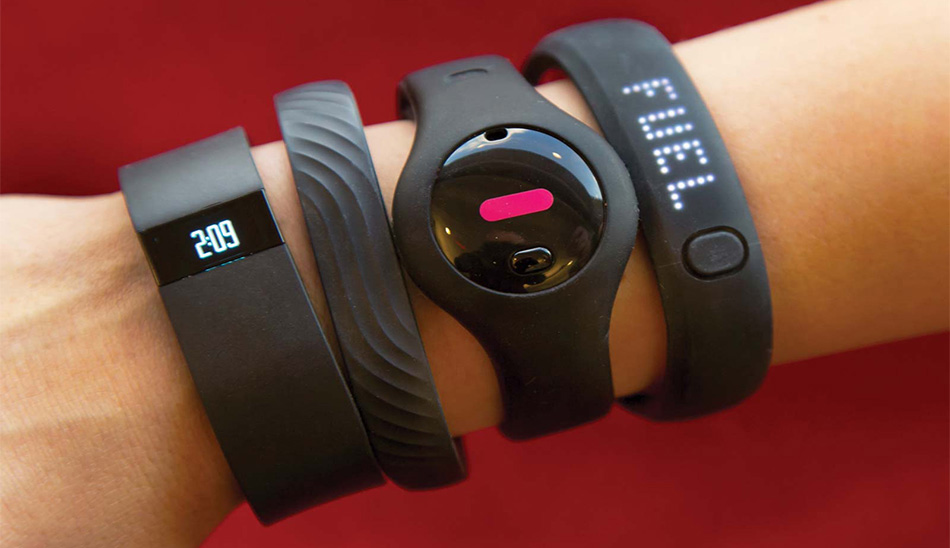
چند نمونه مچ‌بند (دستبند) هوشمند ورزشی: نایکی مدل Fuel، فیت باگ مدل Orb، جابون مدل Up، فیت بیت

در همان سال زک اسمیت (Zach “Hoeken” Smith) شلواری که کیبورد می‌شد را طراحی کرد.
انستیتوی ملی Tyndall در کشور ایرلند یک بستر «مانیتور بیمار از راه دور غیر مزاحم» طراحی کرد که برای ارزیابی وضعیت بیمار از حسگرهایی استفاده می‌کردند.
شرکت CuteCircuit، لباس‌هایی را برای خواننده معروف کیتی پری (Katy Perry) طراحی کرد که دارای LED بودند و رنگ ال ای دی‌های این لباس در مکان‌های مختلف مثل صحنه و فرش قرمز تغییر رنگ می‌دادند. در سال ۲۰۱۲ نیز کمپانی CuteCircuit اولین لباس جهان که توییت‌ها را نمایش می‌داد طراحی کرد.
در سال ۲۰۱۴، دانشجویان فارغ‌التحصیل دانشکده هنر Tisch در نیویورک یک هودی طراحی کردند که پیام‌های متنی از قبل برنامه‌ریزی شده و با حرکات و ژست خاص بدن هماهنگ شده بودند، ارسال می‌کرد.
در همان سال، نمونه‌های اولیه عینک‌های دیجیتال موسوم به سامانه هاد با نمایشگر (HUD) رونمایی شدند.
ارتش آمریکا در کلاه سربازان خود نمایشگری که با استفاده از فناوری به نام اپتیک هولوگرافی (holographic optics) کار می‌کند، بهره می‌برد.
در سال ۲۰۱۰، گوگل شروع به تولید نمونه‌های اولیه از یک عینک با قابلیت نمایش به نام گوگل گلس کرد که در مارس ۲۰۱۳ عرضه شد.

## فناوری‌های پوشیدنی و سلامت
دستگاه‌های پوشیدنی اغلب برای نظارت بر وضعیت سلامت کاربر استفاده می‌شوند. با توجه به اینکه این دستگاه در تماس نزدیک با کاربر قرار دارد، می‌تواند به راحتی داده‌ها را جمع‌آوری کند. این روند از سال ۱۹۸۰ آغاز شد، زمانی که اولین دستگاه ECG بی‌سیم اختراع شد. در دهه‌های اخیر، تعداد تحقیقات به طور قابل توجهی افزایش یافته است، به عنوان مثال در زمینه منسوجات، تتوها، چسب‌ها و لنزهای تماسی  ، و همچنین گسترش مفهوم «خود اندازه‌گیری»، ایده‌های مرتبط با ترانس‌انسان‌گرایی و افزایش تحقیقات در زمینه طول عمر.
دستگاه‌های پوشیدنی می‌توانند برای جمع‌آوری داده‌های مربوط به وضعیت سلامت کاربر استفاده شوند، از جمله:
- ضربان قلب [۲۱] [۲۲]
- کالری‌های سوزانده‌شده
- تعداد گام‌های برداشته‌شده
- فشار خون
- آزادسازی مواد بیوشیمیایی خاص [۲۳] [۲۴]
- زمان صرف‌شده برای تمرین
- تشنجات
- فشار فیزیکی
- ترکیب بدن و سطح آب [۲۵]

این ویژگی‌ها اغلب در یک دستگاه واحد، مانند ردیاب فعالیت یا ساعت هوشمند مانند Apple Watch Series 2 یا Samsung Galaxy Gear Sport ترکیب می‌شوند. این دستگاه‌ها برای تمرینات بدنی و نظارت عمومی بر سلامت استفاده می‌شوند و همچنین برای هشدار دادن در مورد بیماری‌های جدی مانند تشنج‌ها. 

### کاربرد پزشکی
اگرچه واقعیت مجازی (VR) در ابتدا برای بازی‌ها طراحی شده بود، اما می‌توان از آن برای توان‌بخشی نیز استفاده کرد. به بیماران هدست‌های واقعیت مجازی داده می‌شود و وظایفی در قالب بازی به آن‌ها داده می‌شود.  این روش مزایای قابل توجهی در مقایسه با روش‌های درمانی سنتی دارد. اولاً، این یک فرایند با کنترل بیشتر است: کاربر می‌تواند محیط را به میل خودش تغییر دهد، از جمله افزودن عناصری که به غلبه بر ترس کمک می‌کنند، مانند در مورد اختلال استرس پس از سانحه.